# Bofors Bantam
Il Bofors Bantam era un missile svedese anticarro sviluppato a partire dal 1956 ed entrato in servizio dopo un lungo periodo di sviluppo, nel 1963.
Il Bantam era dotato di una gittata di 2 km ed una testata da 1,9 kg. Era simile al Cobra tedesco o all'ENTAC francese.
Sensibilmente più piccolo anche del Sagger sovietico, in quanto misurava 84 cm di lunghezza con un diametro di 11 cm (40 misurando anche gli impennaggi), era un'arma che poteva essere lanciata anche da un elicottero, malgrado, che la corta gittata, rendesse pericoloso per il velivolo l'esporsi nel lancio.
La struttura era compatta, con l'aspetto di una pallottola allungata, colorata di verde scuro, alette cruciformi con bordo d'attacco allungato, e perni che le rendevano retrattili (dopotutto, si trattava di un missile che era a mezza strada tra quelli ad alette fisse e quelli lanciabili da tubo).
Il missile era contenuto in una scatola di lancio, che comprende anche un cavo di lancio lungo 20 metri, e l'operatore, sebbene abbia solo la possibilità di controllare 3 missili alla volta, con scatole di moltiplica può arrivare a 18 armi complessive. Il missile ha guida SACLOS, a 20 metri si attiva il sistema di guida e a 230 m dal lancio si attiva anche la testata bellica. Essa è piccola, ma può perforare un considerevole spessore di acciaio.
Il missile è stato usato dagli svedesi dal 1963, dagli svizzeri dal 1967. In pratica era l'arma base degli "non allineati", e sebbene esso sembrasse, nella sua scatola, poco più di un giocattolo, era pur sempre di qualità svedese.
Oltre che da parte della fanteria, il piccolo missile era trasportabile da altre piattaforme. Gli elicotteri svedesi AB-204 ne avevano 4, sistemati ai lati, mentre veicoli leggeri austriaci in servizio in Svizzera erano stati praticamente trasformati in missilieri, con ben 6 missili rivoli in avanti e addirittura 8 indietro.